# Tara (Nordirland)
Tara (benannt nach dem mythologischen Sitz der irischen Hochkönige auf dem Hügel Tara) war eine 1966 gegründete loyalistisch-protestantische paramilitärische Organisation, die im Nordirlandkonflikt einen religiös begründeten Anti-Katholizismus vertrat. Die Organisation, die zeitweise von Mitgliedern der Ulster Volunteer Force (UVF) infiltriert wurde, sammelte Waffen, war jedoch kaum an Gewalttätigkeiten beteiligt.
Tara entstammte dem gleichen Milieu wie Organisationen um Ian Paisley, die sich in den 1960er Jahren gegen die Reformpolitik des nordirischen Premierministers Terence O’Neill wandten und zum Teil gewalttätige Proteste gegen die nordirische Bürgerrechtsbewegung organisierten. Gründer von Tara war William McGrath, ein evangelikaler Laienprediger und Anhänger des Anglo-Israelismus. McGrath glaubte, dass die ursprünglichen Bewohner Ulsters einer der verlorenen Stämme Israels waren. Diese seien von keltischen Invasoren nach Schottland vertrieben worden, ehe sie im 17. Jahrhundert im Zuge der Plantation of Ulster in den Norden Irlands zurückgekehrt seien. McGrath lehnte die Aneignung der irischen Sprache und Kultur durch die nationalistischen Katholiken ab. Der von ihm gegründeten Loge des Oranier-Ordens gab er ein irischsprachiges Motto.
Tara war zunächst eine verdeckt agierende Aktionsgruppe innerhalb des Oranier-Ordens, ehe sie sich zu einer paramilitärischen Gruppierung wandelte. McGrath und weitere führende Tara-Mitglieder waren der Ansicht, dass die Union zwischen Nordirland und Großbritannien durch eine Verschwörung von liberalen Unionisten, Kommunisten und irischen Republikanern untergraben werde. Gewaltanwendung sah Tara in einer Krisensituation als gerechtfertigt an; bis dahin sei es die Aufgabe der Organisation, zu warnen und zu rekrutieren. Nach dem Sieg über Kommunismus und Katholizismus wollte Tara Irland für den Protestantismus zurückerobern. Dabei sollte die katholische Kirche verboten und die Kindererziehung in die Hände von Evangelikalen gelegt werden.
Zu den Mitgliedern von Tara zählten Personen, die später als Mitglieder der Ulster Unionist Party (UUP) und der Democratic Unionist Party (DUP) bekannt wurden. Andere Tara-Mitglieder waren zugleich Mitglieder der UVF, einer paramilitärischen Organisation, die 1966 nach mehreren Morden an Katholiken verboten worden war. Nach Angaben von UVF-Mitgliedern waren die Doppelmitgliedschaften von der UVF-Führung gewünscht. Bei Treffen von Tara sei behauptet worden, die Organisation werde insgeheim von der Führung des Oranier-Ordens unterstützt. Aus Sicht der UVF-Mitglieder war die Zusammenarbeit mit Tara enttäuschend, da die Organisation trotz martialischer Rhetorik und Behauptungen, zur bewaffneten Verteidigung loyalistischer Interessen bereit zu sein, keinen Zugang zu Waffen und militärischer Ausbildung bot. UVF-Mitglieder nutzten die Doppelmitgliedschaften, um potentielle UVF-Unterstützer zu rekrutieren. Die UVF-Mitglieder verließen im Dezember 1971 Tara; im gleichen Monat verübte die UVF einen Bombenanschlag auf eine katholische Bar, bei der 15 Menschen starben.
McGrath arbeitete später als Erzieher in einem Kinderheim in Belfast und wurde 1980 wegen wiederholtem sexuellen Missbrauchs Schutzbefohlener angeklagt und später zu zwei Jahren Haft verurteilt. Gerüchte über sexuelle Exzesse McGraths sollen bereits 1971 zur Trennung von UVF und Tara beigetragen haben. Nach Angaben des Journalisten und Autors Martin Dillon war McGrath seit Mitte der 1950er Jahre Agent des britischen Auslandsnachrichtendienstes MI6.